# Середземноморські хвойні та мішані ліси
Середземноморські хвойні та мішані ліси — екорегіон біому помірних хвойних лісів, що покриває схили високих гірських хребтів Північної Африки.

## Географія
Середземноморський екорегіон хвойних та мішаних лісів складається з низки анклавів у прибережних горах Ер-Риф і внутрішніх районах Середнього і Високого Атласу Марокко, східного Тель-Атласу і сходу Сахарського Атласу в Алжирі, а також хребтів Крумері та Могод у Тунісі.
Екорегіон межує з екорегіоном середземноморські рідколісся та ліси на нижчих висотах.
У Високому Атласі екорегіон межує з екорегіоном середземноморський ялицевий степ Високого Атласу на найвищих висотах.

## Флора
У лісах переважає Cedrus atlantica.
Серед інших хвойних дерев варто відзначити: Pinus halepensis, Pinus pinaster, Abies pinsapo, Abies numidica, Juniperus oxycedrus, Juniperus thurifera, Taxus baccata.
Серед широколистяних дерев варто відзначити: Quercus suber та інші дуби, а також Salix alba. Quercus afares, є ендеміком екорегіону.

## Фауна
Серед ссавців варто відзначити: Macaca sylvanus, Cervus elaphus barbarus, Panthera pardus pardus, Vulpes vulpes, Lutra lutra, Gazella cuvieri, Ammotragus lervia. Раніше тут зустрічались берберійський лев (Panthera leo leo) та атласський ведмідь (Ursus arctos crowtheri).